# Stenellipsis costipennis
Stenellipsis costipennis är en skalbaggsart som beskrevs av Stefan von Breuning 1982. Stenellipsis costipennis ingår i släktet Stenellipsis och familjen långhorningar. Inga underarter finns listade i Catalogue of Life.